# Nova Muscae 1991
Nova Muscae 1991, o GRS 1124-683, è una sorgente di raggi X e gamma contenente un candidato buco nero facente parte di un sistema binario con una nana di tipo spettrale K, lontana 4564 anni luce e di magnitudine di 20.
È stata scoperta dal satellite Ginga il 9 gennaio 1991 durante un'esplosione di raggi X. Come altri candidati buchi neri classificati come novae di questo tipo, è un sistema dove il buco nero attrae materia dalla compagna formando un disco di accrescimento attorno a sé, e dove il materiale che cade sul buco nero genera periodicamente le esplosioni del gas sottratto alla compagna.

## Caratteristiche del sistema
Il buco nero ha una massa stimata pari a circa sette volte quella solare, mentre la compagna ha una massa pari all'85% di quella del Sole, un terzo della sua luminosità ed è più fredda, di colore arancione. Probabilmente la nana arancione ha anche perso i suoi strati più esterni, spazzati via quando la stella che ha generato il buco nero esplose in una supernova. La distanza dal buco nero della compagna visibile è di circa 3,2 milioni di  km, mentre il suo periodo orbitale è di appena 10,4 ore.